# Löwe (skådespelarfamilj)
Löwe är en talrik tysk släkt, varav flera varit verksamma inom skådespelaryrket. Bland dess medlemmar kan nämnas:
- Johann Daniel Ludwig Löwe
- Johanna Sophie Löwe
- Franz Ludwig Feodor Löwe